# Casual Sport Club
El Casual Sport Club fou un antic club de futbol català de la ciutat de Barcelona de la dècada de 1910.

## Trajectòria
L'any 1911 el FC Barcelona patí una important crisi per causa del professionalisme. En una època en la qual els futbolistes eren amateurs, alguns jugadors del club volien participar en el benefici de les entrades. Davant la negativa del club, alguns jugadors contractaren pel seu compte un partit amistós a València per un valor de 1500 pessetes. Joan Gamper, ferment defensor de l'amateurisme, s'hi oposà, i en una assemblea celebrada el 16 d'octubre de 1911 se'n decretà l'expulsió del club. Aquests jugadors eren Francesc Bru, Charles Wallace, Percival Wallace, Carles Comamala, Arseni Comamala, Romà Solà, Josep Quirante (l'instigador) i Miquel Mensa, entre d'altres.
Els dissidents, com foren coneguts, crearen un nou club a finals de 1911 anomenat Casual FC, que vestia de blanc amb un trèvol de quatre fulles al pit. El club només admetia com a socis als propis jugadors. El febrer de 1912 el club fou admès per la Federació Catalana de Futbol. El mes de maig arribà a un acord amb el Salut SC per establir-se a les instal·lacions de l'entitat, esdevenint-ne secció i adoptant el nom Team Casual del Salud Sport Club, o simplificadament Casual SC. L'octubre de 1912 fou admès a la primera categoria del Campionat de Catalunya, finalitzant en cinquena posició. L'any següent es desfeu la unió amb el Salut SC i el club desaparegué. Pel que fa als seus components, Quirante es dedicà al ciclisme, els germans Comamala al tennis i els germans Wallace, Paco Bru i Pomés ingressaren al RCD Espanyol.

## Futbolistes destacats[2]
- Francesc Bru
- Carles Comamala
- Arseni Comamala
- Miquel Mensa
- Fèlix de Pomés
- Josep Quirante
- Romà Solà
- Charles Wallace
- Percival Wallace